# 木村彰吾
木村 彰吾（きむら しょうご、1979年9月23日 - ）は、日本の俳優。
熊本県出身。身長183cm（股下93cm）、体重75kg。

## 来歴
熊本で生まれた後、父親の仕事の都合で関西へ引っ越す。そして20歳の時に上京し、某商社のサラリーマン（繊維製品の営業）となる。その傍ら、「大きな声を出して発散したい」との理由で、趣味の一環として小さな劇団のワークショップに参加するようになった。
ある日、その劇団に美輪明宏舞台『毛皮のマリー』（2001年、PARCO劇場）のオーディションの話が舞い込み、正劇団員ではなかった木村も受けてみることとなった。その結果合格し、同時に美輪の事務所にも誘われたため、商社を辞めて芸能界への道を選んだ。
以降、舞台を中心に活動しているが、美輪と共に出演することが多い。『オーラの泉』に出演した際、「前世で美輪と夫婦だったが、美輪に逃げられた」という縁があるとのこと。
美輪明宏主演の「黒蜥蜴」（03年、05年、08年）の雨宮役では、黒蜥蜴の愛人という重要な役どころを表現。同じく美輪主演の「双頭の鷲」（07年、08年）では、王妃暗殺を企てる反政府詩人スタニスラスを演じた。近年は、テレビ、CMなど舞台以外にも活躍の場を広げている。

## 人物
- 中学時代はバスケットボール部に所属。
- 趣味は映画鑑賞（無声映画からトーキー初期の作品が好み）、キャッチボール。
- 野球、バスケットボール、乗馬、タップ、バレエが得意。
- 一番好きな俳優はローレンス・オリヴィエ。
- 好きな映画は『嵐が丘』『誰がために鐘は鳴る』『モロッコ』など。
- 小さい頃に憧れていた職業は、戦闘機のパイロット。
- 海外で心惹かれる国はイギリスとイタリア。
- 毎日欠かさずにすることは、神棚の祖母の写真に手を合わせること。

## 出演

### 舞台
- 毛皮のマリー（2001年）
- 葵上・卒塔婆小町（2002年、2010年）
- 黒蜥蜴（2003年、2005年、2008年）
- 美輪明宏版椿姫（2004年）
- 愛の讃歌〜エディット・ピアフ物語（2006年）
- 双頭の鷲（2007年、2008年）
- 美輪明宏版椿姫（2012年）

### テレビドラマ
- 義経（2005年、NHK大河ドラマ） - 大膳大夫信成 役
- 鬼太郎が見た玉砕〜水木しげるの戦争〜(2007年、NHK)
- 新・美味しんぼ（2007年、フジテレビ） - 近城勇 役
- 雪之丞変化(2008年、NHK) - 甚太郎 役
- 落日燃ゆ（2009年、テレビ朝日） - 広田弘雄 役
- 信濃のコロンボ（2009年、テレビ東京） - 内堀 役
- 棟居刑事の黙示録（2009年、テレビ朝日）
- 相棒 Season 9  第1-2話（2010年10月20日・26日、テレビ朝日） - 木村 役
- 大河ドラマ「江〜姫たちの戦国〜」（2011年1月16日-、NHK） - 徳川信康 役
- 秋のドラマ特別企画「命〜天国のママへ〜」（2013年11月11日、TBS） - 友永淳二 役
- 鼠、江戸を疾る 第2話（2014年1月16日、NHK） - 田之上誠四郎 役
- 連続テレビ小説「花子とアン」（2014年、NHK） - 黒沢一史 役
- 永遠のニシパ 〜北海道と名付けた男 松浦武四郎〜（2019年） ‐ ウテルク

### バラエティー
- 極上の月夜（日本テレビ）
- 国分太一・美輪明宏・江原啓之のオーラの泉（テレビ朝日）
- 森田一義アワー 笑っていいとも! （2009年1月13日、フジテレビ）

美輪明宏からの紹介で「テレフォンショッキング」のコーナーにゲスト出演。

### 映画
- TAKESHIS'（2006年）
- 時代劇は死なず ちゃんばら美学考（2016年）

### CM
- 森永乳業『Creap』
- おやつカンパニー『フランスパン工房』